# Connie Booth
Constance Booth Bollinger, nota anche con lo pseudonimo di Constance "Connie" Booth (Indianapolis, 31 gennaio 1944), è un'attrice e scrittrice statunitense.
È nota per la sua apparizione nella serie televisiva inglese Fawlty Towers, insieme all'allora suo marito John Cleese, e nel film Il piccolo Lord (1980), in cui interpreta la madre del giovane protagonista.

## Biografia
Figlia di Edward Bollinger, un agente di cambio a Wall Street e di Virginia Caylor, una casalinga ed attrice, si trasferì con la famiglia da Indianapolis a New Rochelle, New York. Dopo aver fatto le prime esibizioni come attrice al liceo, Booth andò a studiare recitazione a New York City, dove lavorò come cameriera. Alla fine degli anni sessanta incontrò e sposò l'attore e comico britannico John Cleese.
Booth si assicurò alcuni ruoli nel Monty Python's Flying Circus e nel film E ora qualcosa di completamente diverso (1972). Apparve anche nel film Monty Python e il Sacro Graal (1975), interpretando una donna accusata di essere una strega; apparve in How to Irritate the People, un film pre-Python in cui aveva come protagonista Cleese e altri futuri membri dei Python; e nel film The Strange Case of the End of Civilizations as We Know It (1977).
Booth co-scrisse e partecipò insieme a Cleese alla serie televisiva britannica Fawlty Towers (1975-1979), dove interpretò la cameriera Polly Sherman. Apparve anche nel cortometraggio Romance with a Double Bass (1974).
Booth e Cleese si sposarono nel febbraio del 1968 e divorziarono nel 1978, ma rimasero comunque buoni amici. Ebbero una figlia, Cynthia Cleese, che apparve insieme al padre nei film Un pesce di nome Wanda e Creature selvagge.
Booth concluse la sua carriera di attrice nel 1995 e, dopo un percorso di studi, lavorò come psicoterapista a Londra. Per 30 anni si è rifiutata di parlare del suo ruolo in Fawlty Towers, finché acconsentì a partecipare a un documentario sulla serie nel 2009.
Attualmente è sposata con l'autore e critico teatrale John Lahr.

## Filmografia

### Cinema
- E ora qualcosa di completamente diverso (And Now for Something Completely Different), regia di Ian MacNaughton (1972)
- Romance with a Double Bass, regia di Robert Young (1974) (cortometraggio)
- Monty Python e il Sacro Graal (Monty Python and the Holy Grail), regia di Terry Gilliam e Terry Jones (1975)
- The Strange Case of the End of Civilization as We Know It, regia di Joseph McGrath (1977)
- 84 Charing Cross Road, regia di David Hugh Jones (1987)
- Hawks, regia di Robert Ellis Miller (1988)
- High Spirits - Fantasmi da legare (High Spirits), regia di Neil Jordan (1988)
- Le amiche americane (American Friends), regia di Tristram Powell (1991)
- Leon the Pig Farmer, regia di Vadim Jean e Gary Sinyor (1992)

### Televisione
- David Frost Presents – serie TV, 1 episodio (1969)
- Monty Python's Fliegender Zirkus – miniserie TV (1972)
- Il circo volante dei Monty Python (Monty Python's Flying Circus) – serie TV, 6 episodi (1969-1974)
- Fawlty Towers – serie TV, 12 episodi (1975-1979)
- Why Didn't They Ask Evans? – film TV (1980)
- Il piccolo Lord (Little Lord Fauntleroy) – film TV (1980)
- Lo spaventapasseri (Worzel Gummidge) – serie TV, episodio 4x05 (1981)
- The Deadly Game – film TV (1982)
- Crown Court – serie TV, episodio 12x25 (1983)
- Il mastino dei Baskerville (The Hound of the Baskervilles) – film TV (1983)
- Nairobi Affair – film TV (1984)
- American Playhouse – serie TV, episodio 5x13 (1986)
- L'asso della Manica (Bergerac) – serie TV, episodio 5x02 (1987)
- The Buccaneers – miniserie TV, 4 episodi (1995)